# Пампинея
Пампинея (итал. Pampinea) — знатная флорентийка, персонаж романа «Декамерон» (собрание ста новелл) итальянского писателя XIV века Джованни Боккаччо. Пампинея является инициатором бегства группы из трёх благородных юношей и семи дам из охваченной чумой Флоренции. В её семье от эпидемии погибло множество родственников, такое несчастье является общим для её подруг. Согласившись с доводами старшей из них, они уезжают в идиллическую сельскую местность, чтобы спастись от болезни и вместе проводить время. Она предлагает избирать на каждый день кого-то «королём» или «королевой» Дня, чтобы он организовывал их досуг. 
За городом молодые люди проводят своё время, рассказывая друг другу различные занимательные истории. Пампинея является рассказчиком десяти новелл (I, 10; II, 3; III, 2; IV, 2; V, 6; VI, 2; VII, 6; VIII, 7; IX, 7; X, 7). В Заключении Дня Второго она спела канцону о радости взаимной любви, а другие ей подпевали. На правах первой королевы Пампинея установила дни, свободные от рассказов. После избрания Филомена сплела лавровый венок и возложила ей на голову, который стал атрибутом правителя дня. Лидерство Пампинеи (Первый день) и Панфило (Десятый (последний) день) является частью симметрической архитектоники книги: оба эти персонажа являются самыми старшими в их обществе. Её поведение характеризуется как эмансипированное, бросающее вызов традиционной роли женщин в патриархальном обществе.

## Роль в сюжете
События «рамочной» по структуре книги происходят во время эпидемии чумы 1348 года, которая охватила Флоренцию и унесла десятки тысяч жизней. В центре повествования общество, образованное из десяти представителей благородных семей города. Семь дам (Пампинея, Фьяметта, Филомена, Эмилия, Лауретта, Нейфила и Элисса) случайно встречаются с молодыми мужчинами (Панфило, Филострато и Дионео) в церкви Санта Мария Новелла и решают покинуть город, чтобы избежать чумы и не видеть ужасных событий, происходящих в нём. В идиллической сельской местности они развлекают друг друга рассказывая истории, как анекдотические, так и трагические и поучительные. 
Пампинея появляется на страницах книги после авторского введения и выступает с речью («Начинается первый день Декамерона, в котором, после того как автор рассказал, по какому поводу собрались и беседовали выступающие впоследствии лица, под председательством Пампинеи, рассуждают о чём кому заблагорассудится») к своим подругам о бегстве из города в сельскую местность. После предложения Филомены Пампинея убедила мужчин присоединиться к их женскому обществу. Кроме того, как выясняется она является родственницей одного из юношей. Ей 28 лет, она самая старшая из дам, возраст которых варьируется от 18 до 28 лет. В семье Пампинеи от чумы погибло множество родственников, такое несчастье является общим для её подруг. Именно она предлагает другим дамам покинуть Флоренцию, переселиться на время эпидемии за город и проводить досуг, рассказывая друг другу различные занимательные истории. Она же предлагает избирать на каждый день кого-то предводителем, «короля» или «королеву» Дня, чтобы он организовывал их времяпрепровождение. Комментаторы отмечали: «Соединившись (что даёт совершенное число — десять), они образуют идеальное общество, построенное на началах разума, добродетели и красоты, сочетающее свободу и порядок (выборность и сменяемость короля или королевы, которые правят слугами, задают тему Дня и определяют последовательность рассказчиков) и противопоставленное тому социальному хаосу, который царит в охваченном чумой внешнем мире». 
Пампинея единогласно становится «королевой Первого дня». После этого Филомена сплела лавровый венок и возложила ей на голову: «С тех пор, пока держалось их общество, венок был и для всякого другого знаком королевской власти или старшинства». Пампинея является рассказчиком следующих новелл: I, 10; II, 3; III, 2; IV, 2; V, 6; VI, 2; VII, 6; VIII, 7; IX, 7; X, 7. В Заключении Дня Второго она спела канцону о радости взаимной любви, а другие ей подпевали. На правах королевы Пампинея установила дни, свободные от рассказов. Избрание Пампинеи (Первый день) и Панфило (Десятый (последний) день) является частью симметрического строения книги: оба эти персонажа являются самыми старшими среди женщин и мужчин.

## Характеристика
Как и другие главные герои («А для того, чтобы можно было понять, не смешивая, что каждая из них будет говорить впоследствии, я намерен назвать их именами, отвечающими всецело или отчасти их качествам»), наделена автором «значащим» псевдонимом: Pampinea с латинского — «цветущая», «украшенная виноградными листьями». Имя флорентийки (наряду с Панфило, Фьяметтой, Дионею) появлялось в более раннем по отношению к «Декамерону» аллегорическом произведении Боккаччо «Амето, или Комедия флорентийских нимф» (1341—1342) о преображающей силе любви. Рассказчик отзывался о ней так: «Среди них была одна нимфа по имени Пампинея; удостоенный взаимности, я довольно долго её любил. Но меня отняла у неё своей красотой другая, по имени Абротония, и я сделался её возлюбленным. Она превосходила Пампинею красотой и знатностью и пленила меня своим обхождением…». Предполагается, что характер отвергнутой Калеоном (вероятный прообраз — Боккаччо) героини основывается на реальном прототипе. 
Пампинея рассматривается как лидер среди рассказчиков (бригата), а её поведение характеризуется как эмансипированное, бросающее вызов традиционной роли женщин в патриархальном обществе. Книге предпослано введение, где описываются бедствия во время эпидемии чумы во Флоренции и бессмысленность бегства из города, нравственную преступность такого поведения как антигуманного, жестокого и эгоистичного. Характер текста меняется со сменой повествователя — появлением знатной флорентийки Пампинеи. В отличие от авторского вступления, внешне она постулирует свои взгляды на других принципах. Она призывает женщин руководствоваться разумом, не мириться со смертью, а бежать из зачумлённой Флоренции, основываясь на естественном праве каждого индивидуума спасать свою жизнь. Однако внутреннее содержание авторской позиции и её монолога в действительности совпадают. Появление Пампинеи связывают с мотивировкой поиска выхода «из, казалось бы, безвыходной ситуации, но также и для того, чтобы ещё более полно историзировать изображаемую в „Декамероне“ реальность». Её слова более чётко рисуют картину нравов охваченного бедствием города, в частности она останавливается на обострении отношений между беднотой (буквально — подонки) и «жирного» народа. Вместе с тем, как и автор, она последовательно защищает гуманность и человеческое достоинство, предлагая удалиться, а не вести себя, как другие, которые недостойно проводят время. В целом монолог Пампинеи насыщен противоречиями, что неоднократно рассматривалось в литературе. В частности, она заявляет, что ни у неё, ни у её подруг не осталось во Флоренции никого из родственников. Однако это не так, так как выясняется, что среди молодых людей, которые зашли в церковь во время её речи, такие всё же есть. Не соглашаясь на словах с позицией, изложенной во введении, она постепенно переходит на сторону автора, представляя ренессансные эстетические идеалы.